# Здиховський Олег Опанасович
Олег Опанасович Здиховський (нар. 5 жовтня 1914, Москва — пом. 6 червня 1979, Миколаїв) — український радянський скульптор; член Спілки художників України з 1962 року.

## Біографія
Народився 22 вересня [5 жовтня] 1914 року в місті Москві (нині Росія). Після закінчення школи і робфаку протягом 1931—1934 років навчався у Ворошиловградській художній школі, був учнем М. К. Левченка, Є. М. Шуйського.
Здобувши освіту працював спочатку у Луганському театрі опери та балету завідувачем бутафорського цеху, а протягом 1938—1941 років — художником-оформлювачем, декоратором в Сталінському оперному театрі. В роки німецько-радянської війни був в евакуації в Киргизькій РСР.
У 1944 році повернувся в Україну. До 1952 року працював у Станіславі, 1952 року переїхав до Миколаєва. Був одним із засновників Миколаївського товариства художників. Протягом 1959—1962 років — директор Миколаївського художнього фонду. Мешкав у Миколаєві, в будинку на вулиці Робочій № 10. Помер у Миколаєві 6 червня 1979 року.

## Творчість
Працював в галузі станкової та декоративної скульптури. Автор скульптурних портретів, пам'ятників, меморіалів. Серед робіт:
композиції
- «Народний герой Буковини Лук'ян Кобилиця» (1949, гіпс, Чернівецький художній музей; 1960, гіпс);
- «Олекса Довбуш» (1950, гіпс, Чернівецький художній музей);
- «Скрипалька» (1962);
- «Буковинський кобзар» (1963);
- «Життя врятовано» (1965, склопластик, Миколаївський художній музей);

портрети
- учасника повстання на панцернику «Князь Потьомкін-Таврійський» І. Корольова (1954, гіпс тонований; Бердянський художній музей),
- захисника Берестейської фортеці О. Й. Симоненка (1957, гіпс тонований; 1960, оргскло, Миколаївський художній музей);
- «Микола Римський-Корсаков» (1963, штучний камінь);
- «Композитор Микола Аркас» (1963—1964, граніт, оргскло; Музей театрального, музичного та кіномистецтва України);
- революціонера Івана Чигрина (1963—1964, штучний камінь);
- «Юрій Федькович» (1965, штучний камінь);
- «Студент» (1967, склобетон);
- «Рибалка» (1968, склобетон);
- чекіста Лягіна (1971, штучний камінь);

пам'ятники
- погруддя адмірала Степана Макарова (1954, граніт, бетон);
- Костянтину Ольшанському в Миколаївському морському порту (1964);
- поету Олексію Гмирьову в Миколаєві (1968, бронза, граніт);
- погруддя революціонера Івана Чигрина в Миколаєві (1966, граніт, бронза);
- лікарю, засновнику епідеміології Данилу Самойловичу (1968);
- Феклі Бармашовій у селі Білозірці (1969, бронза, граніт);
- меморіальний комплекс жертвам фашизму в Миколаєві (1969);
- підпільникам Миколаєва у Миколаєві (1969, граніт, мідь);
- меморіал «Богатирі-танкісти» — Героям Радянського Союзу у Новому Бузі (1974, штучний камінь);
- російським адміралам Федору Ушакову та Григорію Бутакову у Миколаєві (1978);
- воїнам-визволителям с. Білозірка Вітовського району Миколаївської області;
- учасникам Березнегувато-Снігурівської операції.

Також, у станіславський період життя, створив пам'ятники письменникам Василю Стефанику та Юрію Федьковичу, народним героям-опришкам Олексі Довбушу та Лук'яну Кобилиці, вченому-окулісту Володимиру Філатову, партизанові-ковпаківцю Семену Руднєву.
Брав участь у виставках з 1947 року, всеукраїнських — з 1954 року, всесоюзних — з 1957 року. Персональні виставки відбулись у Миколаєві у 1962, 1968, 1974, 1977 роках.

## Відзнаки
- Почесна грамота Президії Верховної Ради УРСР (1960);
- Медаль «За доблесну працю у Великій Вітчизняній війні 1941—1945 рр.»[1].